# Jan Nepomuk Arnošt z Harrachu
Jan Nepomuk Arnošt hrabě z Harrachu (německy Johann Nepomuk Ernst, Graf von Harrach; 17. května 1756 Vídeň – 11. dubna 1829 tamtéž) byl rakouský šlechtic z rodu Harrachů. Byl znám jako sběratel umění, humanista a průmyslník a také rytíř Řádu zlatého rouna.

## Život
Narodil se jako syn hraběte Arnošta Quida z Harrachu (1723–1783) a jeho manželky Marie Josefy, rozené hraběnky z Ditrichštejna a Mikulova (1736–1799). Jeho bratrem byl lékař Karel Boromejský z Harrachu.
Po studiích práv odešel do Mohuče, kde jej roku 1776 kurfiřt a říšský kancléř Bedřich Karel Josef z Erthalu jmenoval dvorním a vládním radou, od roku 1777 působil jako soudní rada.
Poté, co si získal dobrou pověst, ho v roce 1779 povolala císařovna Marie Terezie do rakouských státních služeb a jmenovala ho do úřadu vládního rady.
V roce 1785 jej císař Josef II. jmenoval skutečným říšským dvorním radou. V roce 1792 doprovázel císaře na korunovaci ve Frankfurtu, ještě téhož roku opustil státní službu, aby se mohl věnovat správě rodového majetku.
Již jeho předchůdce Ferdinand Bonaventura II. z Harrachu se zasadil o hospodářský rozvoj Janovic u Rýmařova na Olomoucku. DO tohoto regionu v roce 1750 přivezl z Čech první tkalce, zárověň pro ně nechal postavit domy s pozemky. V jeho díle následně pokračoval Jan Nepomuk Arnošt, v moravských Janovicích ve výrobě plátěného zboží a úspěšně posiloval rozvoj také podniků v Čechách, např. sklářské hutě a železárny v Jilemnici a huť ve Šluknově.
Jan Nepomuk Arnošt z Harrachu zemřel ve Vídni dne 11. dubna 1829.

### Manželství
Dne 29. ledna 1782 se Jan Arnošt oženil s Marií Josefou princeznou z Lichtenštejna (1763–1833), palácovou dámou a dámou hvězdného kříže, dcerou Karla Josefa z Lichtenštejna. Jejich manželství však zůstalo bezdětné.

### Odkaz
V době jeho skonu pracovalo v jeho továrnách 600 tkalců plátna, 3000 přadlenů a množství nezávislých řemeslníků. Ve sklárnách se vyrábělo flintové sklo pro optické přístroje a ve městech se stavěly základní školy. Podařilo se mu udržet výrobu i během válečných let od roku 1805 do roku 1817. Za své služby obdržel v roce 1823 Řád zlatého rouna.
Hrabě Jan Nepomuk shromáždil velkou sbírku umění. Za 22 000 zlatých koupil Hertelovu sbírku a rozšířil ji na nejcennější sbírku v monarchii. Po svém bratrovi Karlovi Boromejském navíc zdědil cennou sbírku karikatur. Kromě toho vlastnil také rozsáhlou knihovnu. Na zámku Prugg v Brucku nad Litavou nechal vytvořit slavnou květinovou zahradu s východoindickými keři z čeledi paznehtníkovitých, které byly proto pojmenovány Harrachia (synonymum pro krosandry). V roce 1820 poprvé vykvetl květ lotosu ořechonosného.